# Tegzesek
A tegzesek (Trichoptera) az ízeltlábúak törzsében a rovarok osztályának egyik, viszonylag későn kifejlődött rendje. Legközelebbi rokonaik a lepkék, amelyeket a tegzeseknél jóval fejlettebbeknek tekinthetünk.

## Elterjedésük, élőhelyük
Az egész Földön megtalálhatjuk őket mindenhol, ahol víz van, de néhány fajuk a szárazföld belsejében él. Az összesen körülbelül 10 000 tegzesfajból hazánkban mintegy 212 él. Többségüket nagyon nehéz meghatározni, és ehhez rendszerint ivarkészüléküket kell tanulmányozni.

## Megjelenésük, felépítésük
Hártyás szárnyú, a molylepkékre emlékeztető, kis vagy közepes méretű rovarok. Testük megnyúlt, karcsú, többnyire szőrös. Többnyire barnás, néha sárgás vagy szürkés, esetleg fekete árnyalatú szárnyaikat a lepkéktől eltérően nem pikkelyek, hanem szőrök borítják (trichoptera = szőrös szárnyú). A szárnyak szegélyén a szőrök rojtokká állhatnak össze.
A lábaikon látható tövisek száma és mérete határozó bélyeg.
A lárvák szájszerve rágó, az imágóké csökevényes, szívó-nyalogató típusú (haustellum). Csápjuk hosszú, fonalas. Két összetett szemük között a legtöbb faj fején három pontszem ül. Ahogy a lepkéknél is, a nőstények ivari kromoszómái különböznek és a hímeké egyformák.

## Életmódjuk
Petéiket összefüggő, lepényszerű tövekben ragasztják kövekre, vízinövényekre stb.
A lárvák változatos módokon táplálkoznak: vannak köztük aprítók, gyűjtögetők, kaparók, amik a kövek felületéről az algákat fogyasztják, lehetnek macrophyata lyukasztók, ragadozók és paraziták.
Más és más, az adott fajra jellemző vízi környezetben élnek, sőt, néhány faj lárvája a szárazföldön. Érzékeny potrohuk köré a legtöbbször labiális mirigyeik a vízben megszilárduló váladékából és apró ásványi anyagokból vagy detrituszból lakócsövet, úgynevezett tegezt készítenek vagy fogóhálót szőnek. A fenéklakók többnyire nehéz, a felszíni formák pedig könnyű anyagokból (zöld növénydarabkákból) készítik tegzüket. Számos faj teljesen be tud húzódni a tegezbe úgy, hogy még a feje sem látszik ki. A tegezből nehéz kihúzni őket, mert az utolsó testszelvényükön növő, rövid tolólábaikkal és/vagy az első potrohszelvényükön nőtt fogóikkal erősen kapaszkodnak. Vannak olyan fajok is, amelyek lárvái a vízben szabadon élnek – ezek a bábozódáshoz készítenek bábkokont és tegezt.
Az örvénytegzesek légcseréje diffúz a test felületén át, más csoportoké fonalas: tracheakopoltyúik a potrohukon nőnek. Egyéves fejlődésű holometabolikus  rovarok; öt-hét vedlés után az utolsó lárvabőrükben bábozódnak be.
A lárvák életforma-típusai: szabad életformák, hálót fonó, nyeregszerű tegezt, erszénytegezt és csőtegezt készítők – a tegezkészítők többnyire a gyorsabban folyó vizekben, a szabadon úszók lassan áramló vízben vagy pocsolyákban. A preferált limnológiai élőhelyek alapján típusaik: krenobiont, krenofil, rheobiont, rheophil, "fauna hygropetrica", "bryomadicol", illetve "petromadicol" zónában élők, lenitikus  és uiquista fajok. A vízminősítés fontos bioindikátorai, emellett többféle, a vízben élő ízeltlábú, hal, sok madár (vízirigó, hegyi billegető, fecskék) táplálékai, és (a Bajkál-tó környékén) még a barnamedve is szívesen eszi őket.
Az imágók a vizek környékén rajzanak: estefelé aktívan repülnek a fényre. Egyes fajok tavasszal – nyár elején, mások nyáron, megint mások nyár végén – ősszel repülnek. Az imágók rajzása alapján a  fajok lehetnek aciklikusak vagy ciklikusak; mono-, bi és polimodális rajzásgörbék különíthetők el. Rövid (néhány hetes – hónapos) életükben az imágók többnyire nem táplálkoznak; esetleg néhány vízcseppet szívnak fel szájszervükkel vagy a növények nektárját – nem ragadozók. Nyugalmi helyzetben szárnyaikat háztetőszerűen a potrohukra fektetik, és ilyenkor az első pár szárny eltakarja a legyezőszerűen összehajtogatott hátsót – csápjukat ilyenkor előrenyújtják.

## Magyarországon leggyakoribb családjaik
- örvénytegzesek (Rhyacophilidae)
- mikrotegzesek (Hydroptilidae)
- hosszúcsápú tegzesek (Leptoceridae)
- mocsártegzesfélék (Limnephilidae)
- pozdorjánfélék (Phryganeidae)

## Legjellemzőbb hazai fajaik
- szövőtegzes (Hydropsyche pellucidula, Hydropsyche instabilis, Hydropsyche contubernalis, Hydropsyche saxonica);

Örvénytegzesek: őszi örvénytegzes (Rhyacophila fasciata), Rhyacophila dorsalis, Rhyacophila pubescens, Rhyacophila tristis, Rhyacophila polonica
Mikrotegzesek: Hydroptila cornuta, Hydroptila forcipata, Agraylea sexmaculata, Ithytrichia lamellaris, Orthotrichia costalis, Oxyethira falcata,
Hosszúcsápú tegzesek: Athripsodes bilineatus, Athripsodes cinereus, Ceraclea dissimilis, Oecetis furva, Oecetis lacustris, Leptocerus tineiformis
Mocsáritegzesek: Anabolia furcata, Chaetopteryx fusca, Drusus annulatus, Ecclisopteryx madida, Halesus digitatus, közönséges tegzes (Limnephilus flavicornis), Limnephilus lunatus, Limnephilus rhombicus, Micropterna lateralis, Potamophylax nigricornis, Stenophylax permistus
Pozdorjánfélék: nagy tegzes (Phryganea grandis), Phryganea bipunctata, Agrypnia varia, Ologotricha striata

## Magyarországon védett és fokozottan védett fajok
- páratlan alpesitegzes (Apatania muliebris) Természetvédelmi értéke: 50 000 Ft
- szürke hosszúcsápú-tegzes (Ceraclea nigronervosa) Természetvédelmi értéke: 10 000 Ft
- nyugati őszitegzes (Chaetopteryx rugulosa) Természetvédelmi értéke: 100 000 Ft
- karsztforrástegzes (Drusus trifidus) Természetvédelmi értéke: 10 000 Ft
- elegáns mocsáritegzes (Limnephilus elegans) Természetvédelmi értéke: 10 000 Ft
- kárpáti forrástegzes (Melampophylax nepos) Természetvédelmi értéke: 5 000 Ft
- lomha lápipozdorján (Oligotricha striata) Természetvédelmi értéke: 50 000 Ft
- drávai tegzes (Platyphylax frauenfeldi) Természetvédelmi értéke: 100 000 Ft
- balkáni pálcástegzes (Plectrocnemia minima) Természetvédelmi értéke: 10 000 Ft
- márványos örvénytegzes (Rhyacophila hirticornis) Természetvédelmi értéke: 5 000 Ft